# Policraticus
Il Policraticus, anche chiamato De nugis curialium et vestigiis philosophorum (“della vanità di curia e degli insegnamenti dei filosofi”) è un trattato politico in otto libri, scritto da Giovanni di Salisbury e dedicato a Thomas Becket, primo cancelliere di Enrico II e poi arcivescovo di Canterbury.
Il titolo è un neologismo pseudo-greco, traducibile con “l’uomo di governo”. Sembra essere stato inventato da Giovanni per trasmettere le implicazioni di una conoscenza ed erudizione classica assieme al contenuto politico dell’opera, anche se la conoscenza del greco da parte di Giovanni era di livello elementare se non assente. In un contesto storico che stava riscoprendo Aristotele, l’utilizzo di titoli che riecheggiano la lingua greca era un espediente per dare maggiore dignità all’opera stessa. Procedimento che Giovanni ripropone in molte delle sue opere, tra cui l'Entheticus e il Metalogicon, e che non era raro in altri autori del XII secolo, come per esempio Ugo di San Vittore e Anselmo d’Aosta.

## Contesto e fasi di composizione
Un iniziale sviluppo di temi successivamente presenti nel Policraticus può essere riconosciuto nell'Entheticus Maior, probabilmente composto tra il 1154 e il 1156. L'Entheticus fornisce infatti una rappresentazione satirica delle abitudini dei cortigiani, criticate e poste a confronto con quelle degli antichi filosofi. Nel 1156 o 1157, periodo durante il quale Giovanni fu esiliato da Canterbury essendo caduto in disgrazia presso re Enrico II, compose una sorta di consolatio, forse sul modello del De consolatione philosophiae di Boezio, nella quale cercava di stabilire quali fossero le basi filosofiche per una vita che puntasse alla felicità senza però seguire la dottrina dell’epicureismo. Questo testo può essere ricondotto ad alcuni capitoli nei libri VII e VIII. Solo in seguito ad essere stato riammesso nell’entourage dell’arcivescovo Teobaldo sembra aver sviluppato le parti più propriamente politiche, e cioè i libri IV, V e VI.
Durante l’estate del 1159 Giovanni rielaborò sia la prima stesura del Metalogicon, sia i vari nuclei che andranno a comporre il Policraticus, unendoli e dando loro una veste quasi definitiva. Il nucleo dell’opera è individuato nella trattazione sulla fortuna del libro VII, ampliato successivamente dal materiale sulla magia e sulla scienza, rispettivamente i libri I e II. In seguito, compose le parti contenenti la sua riflessione politica, cioè i libri da IV a VI, seguiti infine da una trattazione sulla filosofia morale, nel libro VIII. Il termine cronologico del 1159 è fornito da Giovanni stesso che menziona due volte l’assedio di Tolosa da parte del re Enrico II, a cui Becket aveva partecipato in quanto cancelliere. Partecipazione criticata da Giovanni dal momento che metteva in crisi una prospettiva di pace tra francesi e inglesi e poiché questo aveva portato all’imposizione di una tassazione sulla Chiesa d’Inghilterra, per il finanziamento dell’assedio.
La dedica a Becket presente nella maggior parte dei prologhi dei singoli libri e in qualche epilogo del Policraticus si spiegherebbe quindi non tanto interpretando l’opera come un sostegno alle politiche del cancelliere o al contrario come una critica al re, ma come una critica della società a lui contemporanea e come un insieme di consigli inviati con l’augurio di una restaurazione dell’equilibrio tra potere laico ed ecclesiastico.
In realtà la composizione del Policraticus non sembra essere stata del tutto conclusa nel 1159, dal momento che nella tradizione manoscritta sono riscontrabili varianti d’autore, cioè modifiche successive apportate dall’autore stesso. Alcune di queste inoltre sembrano manifestare un cambio di sentimenti da parte di Giovanni nei confronti del re Enrico II, destinatario indiretto dell’opera. Si può infatti individuare uno slittamento d’atteggiamento, prima encomiastico e fiducioso nei confronti del nuovo re, poi dubbioso poi infine preoccupato.

## Struttura e contenuto
Il Policraticus è diviso in otto libri, ulteriormente raggruppabili secondo una struttura evidenziata dal sottotitolo doppio: i libri I-VI trattano delle caratteristiche della vita di corte (de nugis curialium), criticate dall’autore, mentre i libri VII-VIII coprono gli stessi argomenti da un punto di vista astratto, analizzando cioè le abitudini e le correnti filosofiche che portano i cortigiani a tali comportamenti (vestigiis philosophorum). Più nel dettaglio, anche la prima sezione è divisibile in due parti. In particolare, nei libri I-III sono raccolti i vizi e le abitudini private della classe governativa, mentre i libri IV-VI trattano le attività pubbliche del re e dei cortigiani in quanto amministratori, il primo concentrandosi sui doveri del re e i restanti illustrando il rapporto tra le singole parti che compongono lo stato.
Gli argomenti dei singoli libri sono i seguenti:
- I. Critica della caccia e critica della musica, condotta secondo indicazioni platoniche.
- II. Trattazione e critica della magia e astrologia, importanti oggetti di dibattito a corte, soprattutto perché collegati al problema del rapporto tra necessità e libero arbitrio.
- III. L’adulazione. Giovanni fa pesante uso di citazioni dalla satira e dalla commedia latina per tracciare il ritratto dell’adulatore come un attore che elimina la sua individualità per prendere la forma richiesta. Seguendo questa metafora l’autore presenta il mondo come uno spettacolo teatrale, nel quale la Fortuna ha ruolo principale. Questo spettacolo appare inizialmente come una commedia, ma la presenza inevitabile di conclusioni negative porta, infine, a paragonarlo a una tragedia[12].
- IV. Esposizione dei doveri religiosi e terreni del re, sviluppati a partire dal libro biblico del Deuteronomio (XVII, 14-20)[13].
- V-VI. Institutio Traiani, un trattato pseudo-plutarcheo che sviluppa un’analogia tra lo stato e il corpo umano e analizza i rapporti tra i vari elementi da cui è costituito.
- VII-VIII. Critica dell’epicureismo, considerata la giustificazione teorica dei comportamenti condannati nei libri I-III. Giovanni, infatti, accettava il concetto di felicità predicato da Epicuro definito come assenza di dolore, ma criticava la centralità che il piacere aveva in questa dottrina filosofica. Era infatti convinto che il piacere terreno non consentisse all’uomo di raggiungere la felicità, ma che, al contrario, lo portasse al vizio. In particolare, il libro VII concentra la sua critica su individui che si sforzano di raccogliere potere e ricchezze con l’obiettivo, irrealizzabile secondo l’autore, di godere di tutti i piaceri della vita in completa sicurezza. Il libro VIII critica il desiderio per il prestigio sociale e il lusso, vizi che, assieme a un impulso per la preservazione di sé, sono considerati la base della tirannide. Questi due libri sono fortemente influenzati dalla riflessione di Boezio nel De consolatione philosophiae[14].

## Institutio Traiani
Istitutio Traiani è il nome dato ai libri V e VI del Policraticus, che sviluppano una teoria politica basata sulla rappresentazione dello stato come un organismo vivente. Giovanni introduce questa immagine sostenendo di averla tratta da un manuale di politica composto da Plutarco per la formazione dell’imperatore Traiano, testo di conseguenza inseribile nel genere degli specula principum.
Nel corso del medioevo era diffusa la convinzione che l’autore si basasse su un reale trattato plutarcheo, ma studi successivi hanno messo in discussione questa attribuzione. Un’ipotesi, infatti, riconosce nell'Institutio il “rifacimento libero” di uno scritto pagano del IV o V secolo, in seguito manipolato e interpolato in epoca Carolingia o nel periodo della lotta delle investiture. 
Altri studiosi sostengono invece che il trattato è una finzione dell’autore. L’argomento politico non sarebbe in questo caso d’origine plutarchea ma tratto dall’opera Sententiarum Libri VIII di Robert Pullen, prima professore di Giovanni a Parigi e successivamente cardinale alla corte papale. Robert, infatti, nella sua opera sostiene che re ed ecclesiastici devono collaborare come il corpo collabora con l’anima, immagine successivamente ripresa nel Policraticus. Giovanni stesso, alla fine del primo prologo del Policraticus, anticipa le critiche dei lettori che potrebbero sottolineare che le fonti da lui citate sono sconosciute o addirittura fittizie, e ricorda ai lettori che anche Cicerone, nel Somnium Scipionis, aveva attribuito idee platoniche a Scipione Emiliano. Questo sembra voler indicare che anche Plutarco potrebbe essere un semplice portavoce delle idee dell’autore. Nonostante il dibattito, questa sezione è fondamentale nella macrostruttura dell’opera, dal momento che la funzione dell'Institutio nei libri V e VI viene paragonata alla funzione del Deuteronomio nel libro IV, in quanto entrambi sono indicati come fonti autorevoli e punti di partenza necessari per sviluppare una teoria politica e un modello di condotta del principe.
Il legame tra Plutarco e Traiano viene infine giustificato con il fascino che il medioevo nutriva per questo imperatore. Fascino sicuramente aumentato dalla storia, riportata anche da Giovanni stesso, secondo la quale Gregorio Magno pianse dopo aver ascoltato un resoconto che esaltava la giustizia dell’imperatore. Secondo questa tradizione le lacrime di Gregorio Magno avrebbero salvato Traiano dall’Inferno. Plutarco era invece poco conosciuto nel medioevo, anche se sono stati individuati alcuni passaggi dei libri V e VI che portano a ipotizzare la presenza di materiale plutarcheo tra le fonti di Giovanni.

## Pensiero

### Rapporto tra Stato e Chiesa
L’analisi, sviluppata da Giovanni, delle relazioni tra i singoli elementi che compongono lo stato permette di inserire quest’opera all’interno della tradizione dei testi che analizzano i rapporti tra lo Stato e la Chiesa, tra potere temporale e potere laicale, nel tentativo frequente di stabilire una gerarchia tra essi.
Giovanni di Salisbury era strettamente legato alla chiesa di Canterbury, e sosteneva ampiamente il concetto di libertas ecclesiae. Nel Policraticus sembra affermare una superiorità del potere spirituale rispetto a quello temporale; infatti, nell’analogia tra corpo e stato paragona i sacerdoti all’anima e il resto della società al corpo fisico, successivamente sottolineando che l’anima regna sul corpo. Ma Giovanni non collega a questa affermazione di superiorità l’implicazione che la Chiesa, di conseguenza, può esercitare potere su questioni temporali. Semplicemente lo Stato e la Chiesa sono istituzioni indipendenti, ognuno con poteri particolari, il cui obiettivo è condiviso, e il cui equilibrio è fondamentale per il benessere della società. Questo rapporto non elimina la posizione di superiorità della chiesa rispetto allo stato, ma permette a entrambe le istituzioni di funzionare.
Il buon re è definito da Giovanni imago Dei (“immagine di Dio”), in quanto impone leggi giuste e si occupa che queste siano seguite dai cittadini, come Dio impone le sue leggi sull’universo. Sottostà inoltre alle indicazioni del clero non perché ne sia costretto ma perché riconosce che queste indicazioni provengono da Dio. In questo caso il re è paragonato a Gesù Cristo, in quanto si sottopone liberamente alla legge divina. Nel caso invece il re si dimostri un tiranno la chiesa è privata della sua libertà, ma questo non vuol dire che gli ecclesiastici possano opporsi al governo temporale; infatti, solo se le decisioni del tiranno vanno contro le leggi di Dio il clero può reagire. Se infine sia il clero ad avere comportamenti tirannici il re deve sciogliere la sua alleanza con esso. È evidente in questo rapporto l’importanza della reciprocità, concetto fondamentale nella teoria politica sviluppata da Giovanni.
Nel libro IV, all’interno della trattazione sulla natura della regalità Giovanni utilizza l’immagine biblica delle due spade. Questa immagine tratta dal Vangelo di Luca vede due spade, comunemente interpretate rispettivamente come il potere temporale e spirituale, entrambe in mano a Pietro. Nel Policraticus Giovanni segue la lettura comune che individua nel fatto che entrambe siano di Pietro come simbolo di superiorità del potere spirituale sulle questioni secolari. Questa immagine sarà ripresa successivamente da Dante nel Monarchia sempre per sviluppare una discussione sul rapporto tra i due poteri. In questo caso Dante sostiene però la necessità che i due poteri siano indipendenti, proponendo un’interpretazione che vede nelle due spade le opere e le parole di Gesù.

### Il corpo politico
L’argomento fondamentale dei libri V-VI è una descrizione dello stato, o respublica, che si sviluppa tramite un paragone tra ogni suo componente e le parti del corpo umano, analogia che si basa sui compiti specifici che questi hanno all’interno della società.
Lo stato viene rappresentato in metafora dal corpo umano, e ogni singola parte ha la propria funzione. Nello specifico la testa del corpo politico è il re, l’anima sono gli ecclesiastici, il cuore i consiglieri del re, gli occhi, le orecchie e la lingua, in generale gli organi di senso, sono i giudici che lavorano per il re, i cavalieri e gli esattori delle tasse sono le mani, gli impiegati dell’erario pubblico e privato sono stomaco e intestino, mentre i contadini e i mercanti sono i piedi. Questa particolare rappresentazione dello stato come organismo che vive solamente grazie alla collaborazione tra i suoi organi illustra alcuni tra i concetti più importanti per il pensiero politico di Giovanni, e cioè la reciprocità e la necessità da parte dei singoli di puntare sempre al bene comune dell’intero stato/organismo. Interessante infine è la scelta di attribuire la funzione di garante della giustizia e del bene comune non solo al re, come di frequente si vede nei predecessori di Giovanni, ma alla cooperazione delle singole parti.
L’origine dell’immagine dello stato come corpo può essere ricondotta al Timeo di Platone, che Giovanni conosceva in traduzione latina, accompagnata dal commento di Calcidio, testo diffuso nell’ambiente culturale dell’epoca. Questa immagine viene qui ampliata oltre il modello tripartito presente nel dialogo platonico. Importante è poi il legame con l’apologo di Menenio Agrippa e fondamentale è l’influenza dell’opera teologica di Robert Pullen, menzionata in precedenza, dalla quale Giovanni trae il paragone del rapporto tra ecclesiastici e laici e rapporto tra anima e corpo.

### Il tiranno
Un elemento fondamentale nella riflessione politica di Giovanni nel Policraticus è la trattazione sulla figura del tiranno. Giovanni, infatti, nel tracciare le virtù necessarie al re per essere garante della giustizia e del bene pubblico, mette in guardia sulla possibilità che il re non agisca più con moderazione nel suo utilizzo del potere, rendendo i suoi sudditi schiavi e trasformandosi in un tiranno. Secondo Giovanni ciò che motiva il re a imporsi sui suoi sudditi è il desiderio di ricercare il piacere, vivendo secondo i principi di Epicuro. Nella ricerca del piacere l’uomo agisce oltre il proprio limite e così facendo va contro la volontà di Dio, nella convinzione anzi che la propria volontà possa imporsi su quella di Dio. Di conseguenza la critica dell’epicureismo si sviluppa come critica di una dottrina filosofica che promuove orgoglio e ambizione e di conseguenza oppressione sociale.
La figura del tiranno fa una prima comparsa nel libro III, dove Giovanni tratta dell’uso delle lusinghe e dell’adulazione a corte, visti come strumenti per aumentare il successo e il prestigio personale da parte dei cortigiani. L’autore sostiene in questo caso che l’unico uso legittimo dell’adulazione si ha quando questa è indirizzata al tiranno, in quanto diventa strumento di preservazione.
Giovanni identifica successivamente diverse tipologie di tiranno, a seconda del potere che viene esercitato: il tiranno privato, il tiranno ecclesiastico e il tiranno pubblico. Tutti e tre rappresentano un pericolo per il benessere della comunità, in quanto pongono il proprio bene davanti a quello dello stato, e di conseguenza devono essere puniti e la loro azione resa nulla. Il tiranno privato, sottoposto alla legge e alla volontà del re, sarà punito e ricondotto all’ordine da quest’ultimo. Il tiranno ecclesiastico invece dev’essere giudicato dal tribunale ecclesiastico, dal momento che al re è proibito opporvisi per rispetto della sacralità della carica. Giovanni sottolinea come la presenza del tiranno ecclesiastico è più frequente più si sale nelle gerarchie della chiesa. Individua inoltre nel tiranno ecclesiastico un pericolo maggiore rispetto a quello pubblico, dal momento che la salvezza delle anime è considerata più importante della pace nello stato.
Nel momento in cui analizza come gestire e limitare il potere del tiranno pubblico la discussione si fa più complessa. Il tirannicidio, e soprattutto la sua difesa, è l’argomento che ha avuto la maggior fortuna, diventato addirittura così celebre da essere quasi sinonimo dell’opera stessa. Questa identificazione ha portato il Policraticus ad essere utilizzato come testo che legittimasse l’uccisone del tiranno. Di conseguenza è un argomento molto trattato dalla critica, che negli studi più recenti ha messo in dubbio l’affermazione che Giovanni avesse proposto una vera e propria teoria del tirannicidio. Webb, il principale editore del Policraticus, sostiene che la teoria del tirannicidio è una semplice conseguenza della retorica repubblicana che Giovanni ha trovato negli autori classici usati da lui come fonte. Da una parte della critica questa teoria viene presentata come coerente corollario della teoria politica dell’organismo: dal momento, infatti, che il benessere pubblico è dovere di tutta la comunità, e il tiranno va esplicitamente contro la comunità, è dovere di tutta la comunità eliminare il tiranno. In questo caso si sottolinea anche l’aspetto teologico della discussione: il tiranno agisce contro le leggi divine e per questo deve essere ucciso, e di conseguenza i tirannicidi diventano strumenti della volontà di Dio. Una lettura contraria vede invece nelle teorizzazione di Giovanni non tanto la necessità di uccidere i tiranni quanto una dimostrazione del fatto che i tiranni storicamente non rimangono impuniti, ma sono sempre sottoposti alla giustizia di Dio, mentre i cittadini devono tollerarne i soprusi e pregare. Giovanni, infatti, nel libro VIII fa ampio uso di esempi, citando sedici imperatori da Cesare a Settimio nel capitolo xix, dieci re e comandanti biblici da Nimrod a Oloferne nel capitolo xx, e altre figure da Faraone a Giuliano l’Apostata nel capitolo xxi,  e tutti questi esempi hanno la funzione di mostrare la morte del tiranno per volontà di Dio.

## Stile
Giovanni modella la sua prosa sullo stile di Cicerone, basandosi soprattutto sulla lettura del De oratore e dal De officiis per i principi di eloquenza. Il Policraticus in particolare è un testo di evidente complessità linguistica, ulteriormente aumentata da citazioni, parafrasi e aneddoti che si ripetono e si intrecciano tra di loro. È caratterizzato inoltre da un’ampia variazione di registri, che vede l’alternarsi del latino classico, l’arido latino giuridico e le costruzioni tipiche del latino cristiano, con un passaggio da ampie e distese narrazioni a glosse puntuali e a descrizioni ironiche e piene di sdegno.
Giovanni è consapevole della varietà e apparente disorganizzazione che in seguito gli verrà imputata dalla critica. Nel prologo stesso, infatti, menziona la diversità di argomenti, e la giustifica sottolineando che essa è coerente alla grande varietà di occupazioni che lo caratterizzavano nel momento della stesura. Nonostante la grande presenza di digressioni, riesce a mantenere l’unità del tema tramite la ripresa costante di termini chiave, rifunzionalizzando come elementi strutturali le ripetizioni che sono state spesso bollate come vizio da parte della critica.
Un’altra caratteristica dello stile di Giovanni nel Policraticus è infine il frequente utilizzo di exempla, uso anch’esso criticato come eccessivo e disordinato, ma che si ricollega a una modalità di procedere e di ragionare tipicamente medievale. Alcuni degli exempla riportati nel Policraticus saranno essi stessi raccolti e inseriti in prediche o altre opere successive.

## Fonti
Giovanni fa un ampio uso di fonti precedenti, sia antiche che cristiane. Nei confronti delle fonti pagane si inserisce nella tradizione patristica che riconosce i benefici della lettura di queste opere ma vede la necessità di leggerle con prudenza. Un esempio di questo atteggiamento si ha nel Policraticus, nel quale l’autore riprende un’immagine che spesso è stata usata per rappresentare e giustificare l’utilizzo di opere di scrittori pagani da parte di cristiani. Paragona infatti i testi dell’antichità classica all’oro degli egiziani usato dagli ebrei nell’Antico Testamento. Come lo stesso Agostino spiega nel De doctrina christiana, l’oro rappresenta la conoscenza dei pagani, che deve essere purificata da ogni elemento negativo e utilizzata a servizio della ricerca della verità cristiana. Nei confronti degli autori antichi Giovanni però occupa una posizione diversa rispetto a quella dei suoi contemporanei; infatti, non si limita a utilizzare i testi pagani in funzione di quelli cristiani ma li assimila e li rende propri. Un atteggiamento simile a quello che Petrarca avrà in seguito. Sempre nel Policraticus descrive il suo rapporto con i classici usando l’immagine ripresa da Seneca delle api che raccolgono il polline da diversi fiori per creare un miele unico.
La presenza di citazioni da un autore non necessariamente implica una conoscenza dell’opera nella sua interezza, bisogna infatti prendere in considerazione il frequente utilizzo di florilegia, antologie di testi, nel periodo medievale. È interessante osservare poi come Giovanni tende a fabbricare fonti, o a ricondurre aneddoti a nome fittizi, atteggiamento che sembra giustificare nel prologo sottolineando che la stessa cosa era stata fatta sia da Cicerone che Macrobio. Questo atteggiamento di leggerezza nei confronti delle fonti è spiegato dal fatto che l’importante per l’autore è l’insegnamento morale che il lettore ricava dalla narrazione e non il nome dell’autore da cui questo insegnamento è tratto.
Giovanni nel Policraticus usa Virgilio, conosciuto e studiato anche tramite il commento di Servio e i Saturnalia di Macrobio. Conosce e impiega Ovidio e fa grande uso delle Satire di Persio e Giovenale.
Il Bellum Civile di Lucano è molto presente, soprattutto nei libri II e VIII; è infatti considerato da Giovanni un testo fondamentale per una discussione sulla legittimità del potere e sul rapporto tra etica e politica, oltre ad essere una fonte di sententiae autorevoli e giudizi sferzanti. Si può individuare nel Policraticus sia un uso citazionistico, anche esteso, sia la presenza di passaggi sottesi ma non citati esplicitamente, che porta a ipotizzare una conoscenza completa del testo lucaneo.
Sorprendente è invece la conoscenza che Giovanni ha del Satyricon di Petronio: l’autore infatti non trae le citazioni dal florilegio che all’epoca era la più frequente fonte di conoscenza del testo di Petronio, ma sembra far riferimento contemporaneamente alle tre tradizioni tramite cui il Satyricon circolava, non è chiaro però se avesse a disposizione un singolo manoscritto o tre copie.
Cita Seneca, di cui conosceva le lettere dalla 1 alla 88, e l'Institutio oratoria di Quintiliano, che non poteva leggere per intero, dal momento che non era disponibile il testo completo ma di cui aveva una buona copia.
Conosce e utilizza Livio tramite l’Epitome di Floro, mentre per Sallustio le citazioni sono troppo isolate e limitate per capire se avesse davanti agli occhi il testo completo o singoli estratti.
Valerio Massimo è citato tramite i Collectanea, una raccolta di estratti prodotta da Heiric d’Auxerre nel IX secolo. Anche per quanto riguarda il De vita Cesarum di Svetonio fa riferimento agli episodi raccolti da Heiric di Auxerre, ma dimostra anche di conoscere passaggi del testo non ripresi nel florilegio, portando a ipotizzare la conoscenza da parte di Giovanni del testo completo.
Usa inoltre un’antologia per le sue citazioni delle Noctes Atticae di Aulo Gellio, la stressa antologia utilizzata da Guglielmo di Malmesbury nel Polyhistor. Aulo Gellio è citato anche tramite il De Civitate Dei di Agostino e i Saturnalia di Macrobio.
Cita gli Stratagemata di Frontino e Pompeo Trogo tramite l’epitome di Giustino.
Cita poi l'Apologeticus di Gregorio di Nazianzo, conosciuto nella traduzione latina di Rufino, e le Historiae adversus paganos di Orosio. 
Giovanni dimostra inoltre un’ottima conoscenza delle Sacre Scritture, di cui utilizza all’interno del Policraticus immagini e citazioni prese da entrambi i Testamenti, manifestando però una preferenza per l’Antico Testamento, soprattutto per i libri dei Profeti e il libro della Sapienza.
Poche sono invece le fonti contemporanee: Bernardo di Chiaravalle è infatti l’unica figura a lui vicina che viene regolarmente citata.

## Diffusione e ricezione dell'opera
Il Policraticus ha avuto un’ampia e veloce diffusione già nei primi mesi dopo la conclusione dell’opera, se non addirittura nel corso della sua stesura. Da una lettera di Giovanni abbiamo infatti testimonianza dell’invio di copie del testo ad amici, in particolare a Pietro di Celle e a William Bretone.
La presenza di più redazioni dell’opera da parte dell’autore complica però la stessa dinamica di diffusione. Dal momento che diversi manoscritti di datazione alta raccolgono le stesse varianti, questo porta a ipotizzare la presenza di numerosi esemplari esistenti prima della seconda redazione del testo, tutti o quasi nel raggio d’azione dell’autore, sui quali sia avvenuto un intervento simultaneo di correzione.
Di particolare importanza tra questi è il manoscritto S, (ms. Soissons, Bibliothèque municipale, 24), individuato come il prodotto di due copisti attivi a Canterbury negli anni di stesura dell’opera, e identificato di recente come un esemplare idiografo, testimone di alcune revisioni da parte dell’autore. Giovanni lasciò questa sua copia a Chartres, dove fu vescovo dal 1176 fino alla sua morte, ed essa ha generato una tradizione di manoscritti in Francia.
Gli stessi copisti di S sono in parte responsabili anche della trascrizione del manoscritto C (ms. Cambridge, Chorpus Christi College 46), testo dedicato a Thomas Becket e che accoglie la quasi totalità di varianti d’autore. Essendo stato trascritto con l’intenzione di essere inviato a Becket, che al tempo si trovava a Tolosa, la sua scrittura non deve essere stata tarda. Di conseguenza la presenza delle varianti d’autore che sono identificabili come appartenenti alla seconda redazione ci permette di ipotizzare che questa doveva essere stata già effettuata entro pochi mesi dall’estate del 1159. Nel 1161 infine, morto l’arcivescovo Teobaldo, Becket si installò a Canterbury riportandovi ipoteticamente il manoscritto C, che diventa così modello per una sua discendenza.
Sono stati individuati in tutto oltre 120 codici del Policraticus. Una lista completa dei testimoni a suo tempo disponibili è stata stilata da Linder. Webb, il primo editore, cita 9 manoscritti su cui basa la sua edizione, sui quali però lavora non producendo uno stemma codicum ma concentrando la sua attenzione soprattutto sul manoscritto C. La seconda editrice, Keats-Rohan, cita 11 manoscritti, scegliendoli tra i 65 circa che contengono l’intero testo. Lo stemma da lei offerto però non prende in considerazione il manoscritto C né tiene conto dell’identificazione del codice S come idiografo. Uno stemma codicum possibile, data la tradizione intricata e contaminata, che prende in considerazione questi elementi di novità è stato sviluppato da Guglielmetti.
Il Policraticus ebbe quindi un’ampia ricezione, sia grazie ai diversi aneddoti e storie presenti, sia per gli argomenti di stampo etico e politico che erano lì sviluppati. Nonostante la grande diffusione, spesso questa era frammentata, infatti circolava non solo come testo intero, ma anche in riassunti e raccolte di estratti. Non sempre poi l’opera era attribuita a Giovanni di Salisbury, per esempio Lucas de Penna considerava Policraticus il nome dell’autore, e molti consideravano vera l’attribuzione plutarchea dell'Institutio Traiani.
Il primo che sembra aver fatto uso del Policraticus è Pietro di Blois, che era in rapporto epistolare con Giovanni. Pietro cita molto di frequente l’opera nelle sue lettere, anche se elimina l’ironia di Giovanni, soprattutto quando questa è diretta verso la corte, essendo di posizione più moderata e vicina al re. Un altro scrittore di fine XII secolo che riprende il Policraticus è Nigel Longchamp, un monaco della Christ Church di Canterbury, nel suo Tractatus contra curiales et officiales clericos, dedicato al cancelliere di Riccardo I.
Diversamente accade con il trattato De principis instructione di Gerald of Wales e con il Bracton, entrambi infatti presentano concetti ricollegabili al Policraticus, senza però avere legami diretti con l’opera. Si inseriscono infatti entrambi nella tradizione culturale di dibattito stabilita da Giovanni e contribuiscono a diffonderne le idee.
In Francia Helinard di Froidmont mostra la conoscenza del Policraticus nel Chronicon e in una omelia pronunciata nel contesto della crociata contro gli Albigesi. Helinard è poi importante mediatore tra le idee di Giovanni e lo Speculum historiale di Vincenzo di Beauvais, che riprendendo il Chronicon cita il Policraticus senza conoscere il nome dell’autore.
Nel XIV e XV secolo si diffonde nella Penisola Iberica, in Italia, Germania, Polonia e addirittura in Islanda. Inoltre, la riscoperta di Plutarco dal XIV secolo in poi riporta l’attenzione degli intellettuali sull'Institutio Traiani.
In Italia Benvenuto da Imola lo cita nel suo commento su Dante. Il Policraticus è poi molto apprezzato da diversi giuristi italiani, tra cui Guglielmo da Pastrengo, Lucas de Penna, Paride dal Pozzo e Giovanni Calderini, che compila una tavola alfabetica del Policraticus, in seguito riprodotta nei manoscritti dell’opera. Petrarca menziona Giovanni nelle sue lettere. Coluccio Salutati, invece, nel suo trattato De tyranno, lo chiama erroneamente Johannes de Saberiis, lo considera il traduttore di Plutarco e si oppone all’idea comunemente attribuita a Giovanni del tirannicidio, affermando che è preferibile sottostare al potere del tiranno.
Nel 1372 Denis Foulechat traduce il Policraticus in francese, contribuendo alla diffusione dell’opera. Questa traduzione fu consultata infatti da Christine de Pisan, che menziona il Policraticus nel Livre de fais et bonnes du sage roy Charles V e ne dimostra conoscenza anche nel Chemin de longue étude, nel Livre des fais et bonnes meurs e nel Livre de la paix. Rimane il dubbio se avesse a portata anche la versione originale in latino.
Il dibattito seguito alla morte di Louis of Orléans nel 23 novembre del 1407 riporta l’attenzione degli intellettuali alle sezioni del Policraticus dedicate al tirannicidio, e questo porta alla produzione di diverse opere che lo citano utilizzandolo come giustificazione o al contrario si oppongono ad esso. Esempi sono la Justification du duc de Bourgogne di Jean Petit e il discorso di Jean Gerson Rex in sempiternum vive con il quale attacca le posizioni di Jean Petit. Jean Gerson inoltre cita il Policraticus nel sermone Vivat rex. Intorno al 1476 l'opera fu data alle stampe per la prima volta a Bruxelles.
Il Policraticus è stato apprezzato nel corso dei secoli, e, sebbene ogni secolo abbia posto la propria attenzione su certi argomenti tralasciandone altri, è stato un testo fondamentale nella discussione politica legata ai rapporti di potere all’interno dello stato.

## Edizioni critiche
- Policraticus sive de nugis curialium et vestigiis philosophorum, ed. Clement C.J. Webb, 2 voll. Oxford, 1909.
- Policraticus I–IV, ed. K.S.B. Keats-Rohan, Turnhout, 1993.

## Traduzioni
- Giovanni di Salisbury, Il Policratico ossia delle vanità di curia e degli insegnamenti dei filosofi, ed. trad. Ugo Dotti, Torino, 2011.
- Giovanni di Salisbury Policraticus. L'uomo di governo nel pensiero medievale (selezione) trad. Maria Teresa Fumagalli Beonio Brocchieri, comm. Luca Bianchi - Paola Feltrin, Milano, 1985.
- John of Salisbury Policraticus. The Statesman's Book, ed. trad. Murray F. Markland, New York, 1979.
- Policraticus, (selezione) trad. Cary J. Nederman, Cambridge, 1990.